# Üzrüms Alpenglück
Üzrüms Alpenglück ist eine Karikatur von Greser & Lenz. Sie wurde erstmals 2011 in der FAZ veröffentlicht. 2014 löste sie einen späten diplomatischen Eklat zwischen Deutschland und der Türkei aus, nachdem bekannt wurde, dass sie auch in einem Schulbuch in Baden-Württemberg erschienen war.
Die Karikatur stellt ein typisches Alpengasthaus dar, in dem bayrische und türkische Klischees vereint werden. So raucht einer der in Tracht gekleideten Gäste eine Shisha, der andere wird vom Wirt mit einer Mischung aus Bairisch und Kiezdeutsch beschimpft, weil dieser die bestellte „Brotzeit mit scharf“ nicht verträgt. Außerdem wird „Hüttenzauber mit Bauchtanz“ beworben. Zudem ist in der Karikatur ein Hund namens „Erdogan“ zu sehen, was zu Unmut auf türkischer Seite führte, da auch der seit 2014 amtierende türkische Präsident und damalige Ministerpräsident Erdoğan diesen Namen hat. In der Folge wurde z. B. der deutsche Botschafter in der Türkei, Eberhard Pohl, einbestellt.